# Pomme d'api (fruit)
Pour les articles homonymes, voir Pomme d'api.
L'api ou plus couramment la pomme d'api est une variété de pomme dont un côté est rouge vif. C'est un fruit de petite taille, aplati et de forme ronde écrasée.
Cette pomme a donné son nom à la célèbre chanson Pomme de reinette et pomme d'api.
Le mot api est un nom masculin, issu du latin appiana (mala) (pommes appiennes), de Appius, nom propre romain.

## Description

### Fruit
Le fruit est une petite pomme, plutôt plate dont la couleur peut varier. Elle est souvent verte ou jaune, avec une partie rouge brillante.
La pomme se révèle douce, juteuse, croquante et parfumée. Elle est décorative, se déguste fraîche. Elle sert à tous les usages de la cuisine.
Fruit petit ou très petit, arrondi, déprimé, moins haut que large, généralement très uni en son pourtour.
Épiderme fin, mince, brillant, d'un jaune paille largement lavé et frappé de rouge cramoisi à l'insolation, finement ponctué de gris clair.
Pédicelle grêle, de longueur moyenne, inséré dans une cavité large et profonde.
Œil petit, fermé, dans une dépression large, peu profonde et très plissée.
Chair blanche, très fine, ferme, croquante, juteuse ; à saveur sucrée, relevée d'un léger parfum rafraîchissant.
Qualité : bonne.
Maturité : courant de l'hiver.

### Arbre
Rameaux fluets, bien droits, d'un pourpre noir, à lenticelles blanchâtres.
Culture : l'arbre peut être greffé sur tous sujets et être élevé sous toutes formes.
Greffé sur paradis ou sur doucin, il se prête facilement aux petites formes, particulièrement en cordon et à la pyramide.
Greffé sur franc et en tête, il est recommandable pour la tige. Il donne des fruits colorés et bons. Il peut être cultivé dans tous les sols et à toutes les expositions éclairées. On recommande le pincement réitéré, lorsque l'arbre est soumis aux petites formes.
Les vieux cordons ou les palmettes de cette variété regreffés en Calville Blanc, ont donné à cette dernière variété des fruits plus volumineux et plus résistants à la tavelure.
Époque de floraison : tardive.
Fruit d'amateur et de commerce de luxe.

## Historique
L'origine de cette variété et de son nom est longuement décrite dans le Dictionnaire de pomologie d'André Leroy en 1873.
Alexandre de Théis, dans son glossaire de botanique, note que le nom api viendrait du grec apios, tout comme apple en anglais et Apfel en allemand, et désignerait déjà la pomme.

## Synonymie

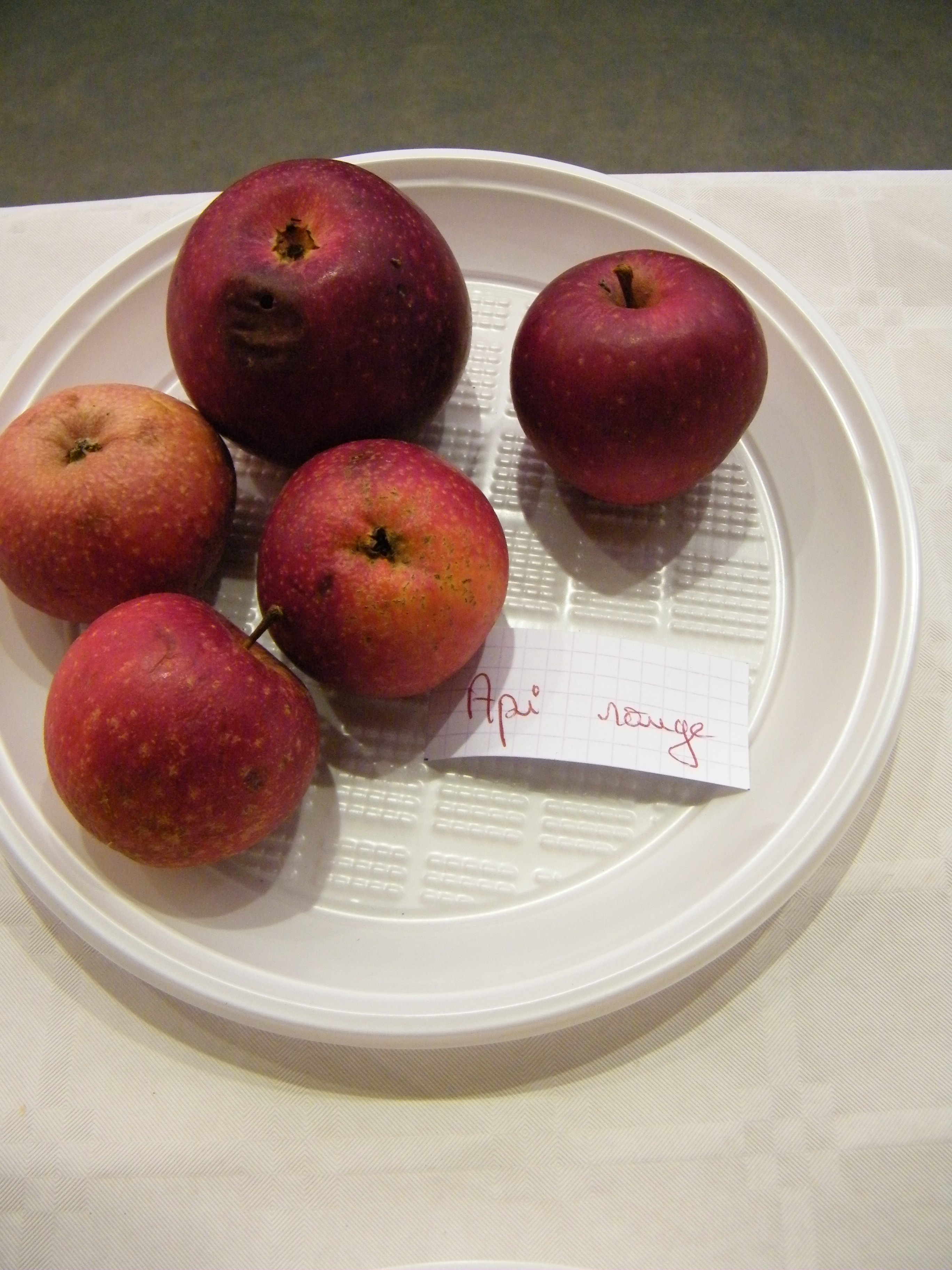
Api rouge.

- Api fin,
- Api rouge,
- De long bois,
- Petit Api,
- Petit Api rose[5].
- Api,
- Api Apple,
- Lady Apple[2].